# أبو العز القلانسي
القلانسي الامام الكبير، شيخ القراء، أبو العز محمد بن الحسين بن بندار الواسطي القلانسي، صاحب التصانيف في القراءات و مقرئ العراق في عصره.

## مولده
ولد سنة خمس وثلاثين وأربع مئة بواسط.

## طلبه للعلم
وتلا بالعشر على أبي علي غلام الهراس، وأخذ عن أبي القاسم الهذلي صاحب الكامل، وارتحل
إلى بغداد سنة إحدى وستين، وسمع من أبي جعفر بن المسلمة، وعبد الصمد بن المأمون، وأبي الحسين بن المهتدي بالله، وعدة، وقرأ ختمة لابي عمرو على الاواني صاحب أبي حفص الكتاني.
قال السمعاني: قرأ عليه عالم من الناس، ورحل إليه من الاقطار.

## اتهامه بالرفض
قال السمعاني : وسمعت عبد الوهاب الانماطي يسئ الثناء عليه، ونسبه إلى الرفض  ، ثم وجدت لابي العز أبياتا في فضيلة الصحابة.
فله أبيات في تعظيم الاربعة الراشدين إن لم يكن نظمها تقية.
والابيات المذكورة أوردها ابن السمعاني عن سعد الله بن محمد المقرئ أنه أنشده، قال: أنشدني أبو العز القلانسي لنفسه:

## قيل فيه
وقال ابن ناصر: ألحق سماعه في جزء من هاءات الكناية لعبد الواحد بن أبي هاشم من أبي علي بن البناء .
قال ابن النجار: سمعت أحمد بن البندنيجي يقول: سألت أبا جعفر أحمد بن أحمد بن القاص: هل قرأت على أبي العز ؟ فقال: لما قدم بغداد، أردت أن أقرأ عليه، فطلب مني ذهبا، فقلت: والله إني قادر، ولكن لا أعطيك على القرآن أجرا، فلم أقرأ عليه.
قال خميس الحوزي: هو أحد الائمة الاعيان في علوم القرآن، برع في القراءات.
و قد تلا عليه سبط الخياط، و أبو الفتح بن زريق الحداد، و أبو بكر بن الباقلاني، و علي بن عساكر البطائحي، وعدد كثير، واشتهر ذكره.
قال الشيخ المسند أبو الحسن علي ابن المقير البغدادي : أنابه الحافظ الشيخ الإمام شيخ العراق محمد أبو العز القلانسي قراءة وتلاوة على المؤلف.

## كتبه
من كتبه:
- إرشاد المبتدي وتذكرة المنتهي
- رسالة في القراآت الثلاث
- الكفاية الكبرى

## وفاته
مات في شوال سنة إحدى وعشرين وخمس مئة بواسط.

## اقرأ أيضًا
- أبو الحسن الباهلي
- الليث بن المظفر الكناني
- أبو عمرو بن العلاء
- عيسى بن عمر الثقفي